# SMS Freya (1897)
O SMS Freya foi um cruzador protegido operado pela Marinha Imperial Alemã e a terceira embarcação da Classe Victoria Louise, depois do SMS Victoria Louise e SMS Hertha, e seguido pelo SMS Vineta e SMS Hansa. Sua construção começou em janeiro de 1896 no Estaleiro Imperial de Danzig e foi lançado ao mar em abril do ano seguinte, sendo comissionado em outubro de 1898. Era armado com uma bateria principal de dois canhões de 210 milímetros em duas torres de artilharia individuais, tinha um deslocamento de seis mil toneladas e alcançava uma velocidade máxima de dezenove nós.
O Freya serviu como um navio-escola durante a maior parte de sua carreira e consequentemente seu período de serviço foi relativamente sem grandes incidentes. Suas principais atividades consistiram em cruzeiros de treinamento para portos estrangeiros e ocasionalmente participou manobras com o resto da frota. A Primeira Guerra Mundial começou em julho de 1914 e o cruzador foi mobilizado para serviço ativo, porém sofreu um acidente sério em agosto e voltou para seus deveres de navio-escola, função que desempenhou até ser descomissionado em janeiro de 1920, sendo então desmontado.

## Características

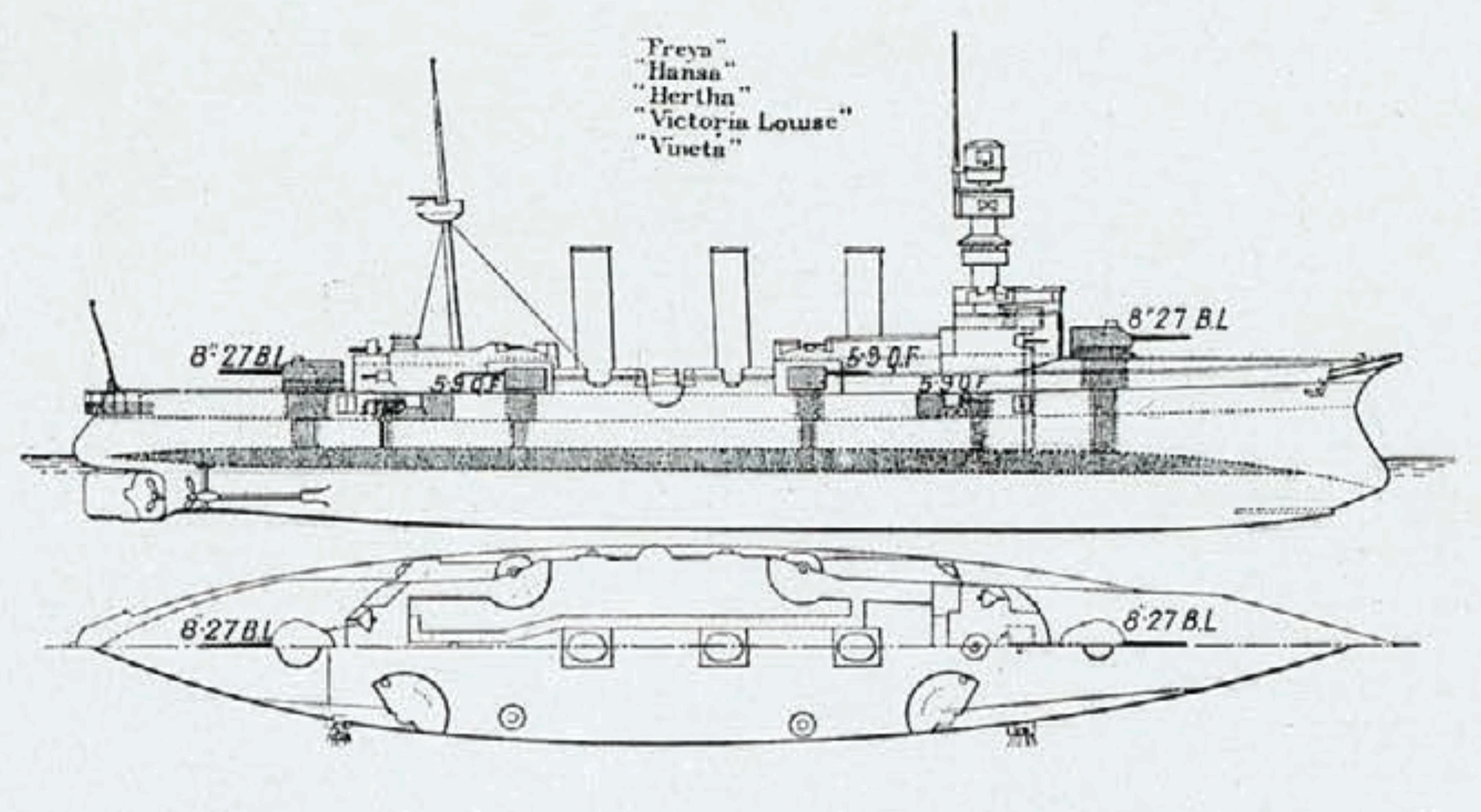
Desenho da Classe Victoria Louise

Elementos do alto comando naval alemão discordavam no início da década de 1890 sobre que tipos de cruzadores deveriam ser construídos para atender as necessidades da Marinha Imperial Alemã. Um lado preferia uma combinação de cruzadores de seis mil e de 1,5 mil toneladas, enquanto o outro lado defendia uma força uniforme de três mil toneladas. O primeiro lado venceu e três navios de seis mil toneladas foram autorizados em 1895, seguidos por mais dois no ano seguinte. A experiência da Marinha Imperial Japonesa na Primeira Guerra Sino-Japonesa mostrou os benefícios dos canhões de 210 milímetros, assim esta arma foi escolhida para a nova Classe Victoria Louise.
O Freya tinha 110,6 metros de comprimento de fora a fora, uma boca de 17,4 metros e um calado de 6,58 metros à vante. Tinha um deslocamento normal de 5 660 toneladas e um deslocamento carregado de 6 491 toneladas. Seu sistema de propulsão consistia em onze caldeiras Niclausse a carvão que alimentavam três motores verticais de tripla expansão com quatro cilindros, cada um girando uma hélice. Este sistema tinha uma potência indicada de dez mil cavalos-vapor (7 360 quilowatts) para uma velocidade máxima de dezenove nós (35 quilômetros por hora). Podia carregar até 950 toneladas de carvão, o que proporcionava uma autonomia de 3 412 milhas náuticas (6 319 quilômetros) a uma velocidade de cruzeiro de doze nós (22 quilômetros por hora). Sua tripulação era formada por 31 oficiais e 446 tripulantes.
O armamento principal era composto por dois canhões calibre 40 de 210 milímetros montados em duas torres de artilharia individuais, uma à vante e outra à ré. A bateria secundária tinha oito canhões calibre 40 de 149 milímetros, quatro em torres de artilharia individuais à meia-nau e quatro em casamatas. A defesa contra barcos torpedeiros era formada por dez canhões calibre 30 de 88 milímetros e dez canhões Maxim de 37 milímetros. Também tinha três tubos de torpedo submersos de 450 milímetros, um na proa e um em cada lateral. A blindagem era feita de aço Krupp; o convés tinha cem milímetros de espessura com laterais inclinadas de quarenta milímetros. As torres de artilharia tinham laterais de cem milímetros, mesma nível de proteção das casamatas. A torre de comando tinha laterais de 150 milímetros.

### Modificações
O Freya passou por uma grande reconstrução no Estaleiro Imperial de Wilhelmshaven entre 1905 e 1907 com o objetivo de convertê-lo em um navio-escola para cadetes navais. Isto incluiu a substituição de seus mastros militares originais por mastros de poste para diminuição de peso, o que melhorou seu desempenho em curvas. Dois dos canhões de 149 milímetros e todas as armas Maxim também foram removidas, com um canhão extra calibre 30 de 88 milímetros sendo adicionado bem como três armas calibre 35 de 88 milímetros. Algumas partes do navio foram convertidas em alojamentos para cadetes, incluindo as casamatas dos canhões de 149 milímetros removidos.
Outra grande reconstrução ocorreu entre 1911 e 1913 no Estaleiro Imperial de Danzig, quando suas caldeiras foram substituídas por novos modelos mais modernos e o número de chaminés foi reduzido para dois. Todos os cruzadores da Classe Victoria Louise foram desarmados em 1916, mas o Freya foi equipado com um único canhão de 149 milímetros, quatro armas calibre 45 de 105 milímetros e catorze canhões de 88 milímetros dos modelos calibre 30 e 35 para que a embarcação atuasse como navio-escola de artilharia. Seus tubos de torpedo foram removidos em abril de 1918, época em que seu armamento tinha sido revisado para dos canhões de 149 milímetros e quatro de 105 milímetros.

## Carreira

### Primeiros anos
O Freya foi encomendado sob o nome provisório de Ersatz Freya e seu batimento de quilha ocorreu em 2 de janeiro de 1896 no Estaleiro Imperial de Danzig. Foi lançado ao mar em 27 de abril de 1897 durante uma cerimônia em que foi batizado pela rainha Carlota de Württemberg e em que o príncipe Henrique da Prússia fez um discurso. Seguiram-se os trabalhos de equipagem e então os testes marítimos do construtor, que revelaram problemas significativos com suas caldeiras. Isto fez com que a Marinha Imperial emitisse uma reclamação oficial com a fabricante Friedrich Krupp Germaniawerft, que por sua vez foi forçada a proporcionar caldeiras substitutas. Mais problemas fizeram os alemães irem atrás das caldeiras Thornycroft britânicas, que foi desenvolvida mais e se tornou a caldeira tipo Marítima. Estas seriam usadas na maioria dos navios de guerra alemães depois do Freya. O cruzador foi comissionado em 20 de outubro de 1898 para mais testes marítimos, desta vez realizados pela Marinha Imperial. Durante este período foi oficialmente designado para a II Divisão da I Esquadra de Batalha, substituindo o antigo ironclad SMS Sachsen, porém ainda não estava pronto para  o serviço ativo. O Freya foi levemente danificado em março de 1899 em uma colisão com uma embarcação em construção para o Império Otomano depois desta ter se soldado de suas amarras. Seu primeiro oficial comandante foi o capitão de mar Hugo Westphal, que subiu a bordo em outubro de 1900. O navio participou algumas vezes de exercícios de treinamento com outras unidades da frota até meados de 1901, mas permaneceu sob testes até 8 de junho, quando foi descomissionado. Depois disso foi finalmente declarado apto para o serviço ativo.

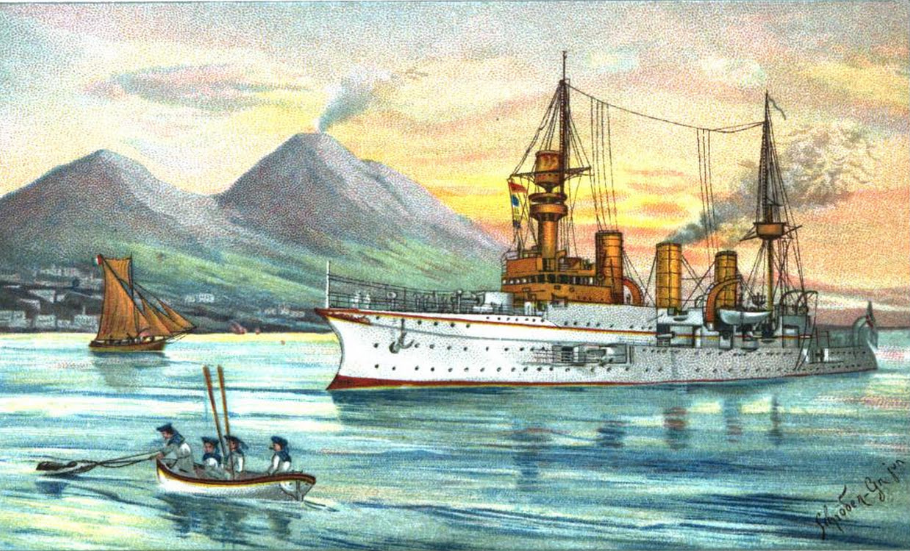
Ilustração de Max Schroeder do Freya longe da Alemanha em 1901

A Marinha Imperial estabeleceu o Comando de Testes de Artilharia em 14 de dezembro de 1901 a fim de desenvolver as capacidades dos artilheiros da frota, com o Freya sendo recomissionado em 3 de maio de 1902 para se juntar à nova criação como sua principal unidade, substituindo o antigo navio-escola SMS Mars, que estava em uso desde a década de 1870. O capitão de fragata Hermann Jacobsen assumiu o comando do cruzador na época. Começou suas atividades em 15 de maio em Kiel, sendo transferido mais tarde do mesmo ano para a frota de treinamento para ser usado como batedor durante as manobras em grande escala da frota que aconteciam anualmente entre agosto e setembro. O Freya sofreu danos em suas caldeiras durante estes exercícios que exigiram reparos até 15 de setembro. Suas caldeiras continuaram a serem um problema pelo restante de sua carreira, mas a Marinha Imperial considerou isso aceitável já que ele estava sendo usado apenas para funções de treinamento. Retomou seus deveres de navio-escola de artilharia junto com seu navio auxiliar, a antiga canhoneira SMS Brummer. As duas embarcações colidiram em 13 de novembro, mas não sofreram danos significativos. O ano de 1903 transcorreu de forma muito parecida a 1902, com o treinamento sendo interrompido apenas pelas manobras de frota em agosto e setembro. O Freya foi descomissionado em Wilhelmshaven em 11 de janeiro de 1904.

### Navio-escola
O comando naval nessa época decidiu converter a Classe Victoria Louise em navios-escola para cadetes navais e aprendizes de marinheiro, pois não eram mais considerados adequados para serviço de frente. Eles substituíram antigas corvetas que estavam sendo usadas para esse propósito por anos e estavam bem desgastadas. O Freya foi para o Estaleiro Imperial de Wilhelmshaven em 1905 para passar por uma modernização. Ele não recebeu novas caldeiras apesar dos seus problemas recorrentes, também mantendo suas três chaminés enquanto todos os seus irmãos tiveram as suas reduzidas para duas. Os trabalhos terminaram no início de 1907 e ele foi recomissionado em 4 de abril, agora sob o comando do capitão de mar Franz von Holleben. Realizou um curto período de testes marítimos, operando a partir de Wilhelmshaven e depois Kiel, em seguida embarcando no início de maio sua primeira classe de estudantes. A embarcação fez um curto cruzeiro pelo Mar Báltico e então participou das regatas da Semana de Kiel.
O Freya iniciou um grande cruzeiro de treinamento em 19 de julho que incluiu visitas a Noruega, vários portos no litoral do Oceano Atlântico e Ilhas Canárias, então navegando para o Mar Mediterrâneo, onde visitou locais como Veneza na Itália, Beirute no Império Otomano e Alexandria no Egito. Chegou em Kiel em 18 de março de 1908. Embarcou em abril um novo contingente de cadetes e um novo oficial comandante, o capitão de mar Leberecht Maass, e iniciou seu cruzeiro seguinte, que começou com manobras perto de Apenrade e no Mar do Norte, seguindo então para a América do Norte. O Freya representou a Alemanha em agosto em celebrações em Halifax, no Canadá, do aniversário de 150 anos do Parlamento do Canadá. O navio entrou no porto na noite de 9 de agosto e acidentalmente abalroou uma escuna canadense na neblina, com nove marinheiros morrendo. O Freya depois foi visitar portos no Mar do Caribe. Retornou para Kiel em 8 de março de 1909, onde o capitão de mar Carl Schaumann substituiu Maass.
Seu terceiro grande cruzeiro começou em 2 de junho de 1909, primeiro indo para a Noruega. Fez um breve retorno para Cuxhaven e Wilhelmshaven em preparação para uma viagem internacional e zarpou para o Mediterrâneo, parando no caminho em Funchal em Madeira e Tenerife nas Canárias. Visitando Alexandria novamente, onde prestou auxílio depois de um grande incêndio na cidade, mais outros portos na região do Levante. O Freya voltou para Wilhelmshaven em 28 de março de 1910, onde ficou em manutenção até 2 de maio. Foi então para Kiel, onde embarcou uma nova tripulação de cadetes para um curto cruzeiro para a Noruega que terminou em 20 de julho.

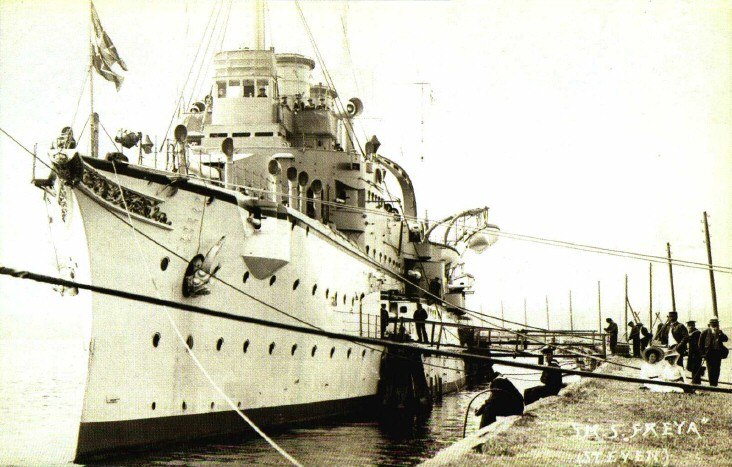
O Freya c. 1911

O navio partiu para outro grande cruzeiro internacional em 1º de agosto, desta vez navegando diretamente para o México com um enviado especial a bordo. Encontrou-se no local com o cruzador rápido SMS Bremen, que estava navegando pela região. Os dois representaram a Alemanha em celebrações do centenário da independência do México da Espanha. O Freya desembarcou o enviado em Veracruz em 3 de setembro, com este seguindo para se encontrar com o presidente Porfirio Díaz. O navio esteve presente no dia 16 para a inauguração de um monumento em homenagem a Alexander von Humboldt, um explorador e geógrafo germânico que pesquisou boa parte do México entre 1803 e 1804. O imperador Guilherme II da Alemanha tinha doado o monumento ao México. O Freya zarpou em 22 de setembro para um cruzeiro pelo Caribe e então voltou para casa, chegando em Kiel em 13 de março de 1911. Seguiu pouco depois para Danzig, onde foi descomissionado no dia 28 para passar por outra grande modernização. Esta incluiu finalmente a substituição de suas caldeiras problemáticas pelo novo tipo de caldeiras Marítimas e a remoção de uma das suas chaminés. Os trabalhos terminaram em 1913 e o navio foi deixado fora de serviço na frota de reserva.

### Fim de serviço
A Primeira Guerra Mundial começou em julho de 1914 e o Freya foi mobilizado para o serviço ativo, mas foi usado como navio-escola para foguistas. Foi brevemente comandado pelo capitão de mar Max Schlicht de 4 a 27 de agosto, sendo então substituído pelo capitão de corveta Eduard Bartels. Partiu pela primeira vez no dia 7 para testes marítimos e foi descoberto que seu casco estava tão bioincrustado que sua velocidade tinha sido reduzida em um nó (1,9 quilômetro por hora), porém não haviam docas secas disponíveis para corrigir o problema. Em 11 de agosto, a porta interna de um de seus tubos de torpedo foi deixada aberta enquanto a porta externa foi aberta, permitindo que uma grande quantidade de água entrasse no navio. A proa foi inundada até o convés blindado, fazendo Schlicht decidir encalhar a embarcação para que não afundasse. Dois homens morreram, um afogado na sala do torpedo e outro um mergulhador que tentou fechar a porta externa mas foi sugado para dentro do tubo pela sucção das bombas d'água dentro. Embarcações de resgate auxiliaram o Freya, que foi transferido para uma doca seca na mesma noite. Os trabalhos de reparo duraram até 27 de agosto, sendo tirado de serviço no dia seguinte.
O cruzador foi recomissionado em 12 de setembro como navio-escola de cadetes. A Inspetoria de Treinamento foi reestabelecida em abril de 1915 depois de ter sido fechada no início da guerra, com o Freya retornando para seus deveres de treinamento no Báltico. Na época foi para Flensburgo, onde permaneceu até o fim do conflito. Durante este período frequentemente serviu de alvo de tiro para o navio-escola de torpedos SMS Württemberg e vários barcos torpedeiros. Também fez várias visitas a Kiel para motivos de treinamento e manutenção. O capitão de mar Ernst-Oldwig von Natzmer assumiu o comando em abril de 1915, mas permaneceu no posto por apenas quatro meses até ser substituído pelo capitão de mar Wilhelm Goetze. O antigo aviso SMS Grille tornou-se o navio auxiliar do Freya em julho. O cruzador fez duas viagens para o Mar do Norte em fevereiro e dezembro de 1916 para passar por manutenção em Hamburgo. Partiu em sua última viagem pela Marinha Imperial em 20 de setembro de 1918, navegando de Flensburgo para Kiel para ficar de manutenção a partir de 7 de outubro. Os trabalhos terminaram em 21 de novembro, momento em que a Alemanha já tinha se rendido e a guerra terminado.
O Freya em algum momento foi desarmado e rebocado para Hamburgo, onde foi usado como um alojamento flutuante para a polícia local. Foi removido do registro naval em 25 de janeiro de 1920, mas continuou a servir como alojamento flutuante. Acabou sendo desmontado em Hamburgo a partir do final de 1921.